# 新科科里夫
50°1′14″N 25°38′14″E / 50.02056°N 25.63722°E
新科科里夫（烏克蘭語：Новий Кокорів），是烏克蘭的村落，位於該國西部捷爾諾波爾州，由克列梅涅茨區負責管轄，始建於1635年，面積1.8平方公里，2001年人口505，人口密度每平方公里280.6人。